# 何鑑江
何鑑江（英語：Ho Kam Kong，1936年1月18日—），退休香港足球評述員，早於1960年代評述香港足球賽事，曾於香港電台工作，有「何老鑑」的稱號。

## 背景

### 早年生活
何鑑江出身於粵劇世家，父親何功立（何鴻勳）為粵曲戲班幕後佈景製作人員，長兄何柏江（何柏光）為粵劇、電影、電視演員，十弟何靜江則同為足球評述員。他於中國廣州河南洪德區（現為海珠區一部分）出生，有大約十一至十二名兄弟姊妹。何氏一家一度由廣州逃難至香港西環普慶坊居住，1942年正值香港日佔時期期間再舉家逃到澳門爐石塘吉慶里生活。當時，何鑑江就讀西環厚和街香港華僑子弟免費學校，1943年起入讀鏡湖小學，1948年入讀由鏡湖小學與平民學校合併而成的鏡平學校，並在1949年畢業。在校時是校內糾察隊成員。
小學畢業後，他在1950年報讀澳門中華總商會的商業訓練班。兩年後由父親介紹到一所私塾學習四書五經。另外被鄰居介紹到新馬路國際酒樓（現為大龍鳳茶樓）點心部當點心學徒，為時一年。然後轉職位於香港佐敦吳松街的林園茶室點心部。直至1952年，何留意到在澳門的發展前景有限，於是到香港工作。獲長兄在衛生署任職的朋友介紹在醫務衛生署工作了二十年，先後任職九龍醫院門診部苦力、護士助理（1955年晉升）和賈炳達道李基紀念醫局管理員。同期在培正英文夜校進修，又參與九龍醫院足球隊活動，參加過公開盃賽如「政軍醫盃」。由於不喜歡當時的足球文化，所以把踢足球當作是工餘活動而未完全專注其中。他在1962年曾為兩組球隊「麗的呼聲」參加了一個季度的比賽，及後為了工作而放棄。同年亦在模範英文中學中五畢業。畢業後分別任職北角英皇道東方車行和玻璃街亞洲車行接待員。

### 個人發展
何鑑江於1960年代中，得中學同學引薦予時任香港電台電視台長是鄭鏡彬，以自由人身份於香港電台任職新聞記者，朗讀報章社論。1968年獲香港電台中文台台長周乃揚安排跟隨當時著名的足球評述員盧振喧及葉觀楫評述香港足球賽事。另一方面為香港電台的兒童節目出鏡，帶領小朋友參觀不同地方。其中一位由他帶領的小訪員是電影人文雋。1972年，何鑑江正式辭去醫務處崗位，加入香港電台電視部擔任助理編導，參與拍攝劇集獅子山下，並出任副導演，同時間兼任電台足球評述項目。其後他被調至電台部，擔任賽馬組及體育組領導工作。他曾與林尚義於香港電台拍檔，兩年後林尚義跳槽到商業電台。其弟何靜江則於1974年加入香港電台參與足球評述，與其組成兄弟檔。
何鑑江於1972年首次參與衞星直播評述英格蘭足總盃決賽，1974年首次為無綫電視評述世界盃決賽直播。1980年代一直擔任香港電台體育組高級監製。1986年，足球評述員李德能拜師成為其徒弟，同年為亞洲電視評述英格蘭足總盃，1992年離開香港電台，退休前出任港台財經交通台台長。。1994年，他開始到中國内地，為當時剛成立的中國足球超級聯賽（前名中國甲A聯賽）擔任評述員，並曾於新加坡ESPN客串評述足球。亦曾遠赴馬來西亞Astro電視台，擔任足球評述指導一職。至2002年獲有線電視邀請，客串主持評述2002年世界盃，因為他評述中超聯多年，熟悉中國球員，故主要評述中國隊賽事。2005年，離開中超聯返回香港。2007年，他先後獲無綫電視及有線電視邀請，客串評述香港足總盃決賽及女子世界盃中國隊賽事。何鑑江表達能力強，擅於以鬼馬生動的方式評述足球賽事，與已故的「阿叔」林尚義同獲不少球迷欣賞。他亦有份發起舉辦香港足球先生選舉。
在港台工作期間，除了擔任足球評述員工作之外，亦有採訪和報道新聞，更隻身遠赴漢城採訪報道亞運會和奥運會，及後更被電視台邀請擔任足球評述員。
1982年穫花花足球隊創辦人袁新的邀請進入管理層。在1991–92年，花花足球隊易名為快譯通足球隊，同時擔任領隊一職，半年後，與當時教練何佳一同離識。
2016年認識網上足球節目主持人江少( 羅偉光 )，在他穿針引線下，認識傑拉德( 霍志明 )並合作出版個人自傳。最終由江少負責全書統籌和編輯工作之下，於2020年中，出版何鑑江自傳《一鑑江湖》，終於一償心願。
何鑑江在足球評述員生涯裡，曾經在三間電台（ 香港港台、商業電台和新城電台 ）、三間電視台（ 佳藝電視、無線電視和亞洲電視 ）和三個收費頻道（ 有線電視及新加坡ESPN和香港ESPN ( 在香港Now TV頻道 ) 播放 ) 裡工作，近年更活躍於網台足球節目之餘，更在 2022年12月加盟 D100 Radio主持節目。在傳媒界裏的履歷，可謂空前絕後。除了香港電台 Uncle Ray 郭利民之外，何鑑江可謂第二長壽的節目主持。
2022年12月復出，加盟 D100 Radio 與該台節目主持人：江少，合作主持節目《一鑑江湖》全輯共十三集。節目內容將會圍繞其個人自傳「一鑑江湖」並補充在書裏，從未發表過的故事和資料圖片。而何鑑江加盟 D100 Radio 後，亦成為該台最年長的節目主持。

## 事件

### 非香港足球評述員協會會員
雖然何鑑江是香港目前年齡及年資最長的評述員，但竟然並非香港足球評述員協會會員。當年何鑑江和一眾傳統評述員潘源良、李德能和施建章等人籌備成立足球評述員協會，由於何要北上工作，所以簽署協議書後，便返回國內工作。及後香港足球評述員協會終於成立，何鑑江收到消息後，欣喜香港足球評述員終於有屬於本身的工會，可惜回港後，補辦入會手續時，竟遭當年創會正、副主席拒絕何氏的入會申請。而何鑑江致電當時副主席陳炳安，他竟說無能為力。但其實當時協會內成員，施建章曾因為此事在報章上，為老鑑抱不平。
在2010年換上李德能做主席，邀請何鑑江加入評述員協會，可惜何氏已經感到意興闌珊拒絕入會。何：「既然你們也認為我沒資格當評述員的話，我亦無謂入會。」其實，除了何鑑江之外，弟弟何靜江也非足球評述員協會會員。時至今日，他兄弟二人仍非足球評述員協會會員。
由於林尚義當年早己身故，再加上何鑑江和何靜江，兄弟二人拒絕加入香港足球評述員協會下，協會的地位，曾經備受業內和圈外人仕質疑。

### 抨擊港版國安法和平遊行期間警察濫捕
2020年6月29日，何鑑江於社交媒體披露，昨日（28日）相約老朋友，前香港足球明星梁貴剛到旺角茶敍，但對方遭警方濫捕被帶返紅磡警署扣留近9小時，期間一直挨餓，至凌晨一時多才獲得釋放。何指梁只是路過，平地企穩都有困難，根本不能參與遊行，其八達通交易紀錄可作為證據。何又批評警方拉設禁區線時有如漁翁撒網把所有人網住，即使內地有國安法，也不會像香港警察般在街任意拘捕平民。

## 演出作品
- 1982年：龍少爺
- 1983年：男與女
- 1983年：波牛
- 1983年：奇謀妙計五福星( 電影裡電視聲音旁述 )
- 1986年：殺妻二人組( 片頭聲音旁述 )

## 著作
- 2020年：《一鑑江湖》

## 外部連結
- 何鑑江的Facebook專頁